# Les Fruits d'or
Les Fruits d'or est un roman de mise en abyme écrit par Nathalie Sarraute, publié en 1963, pour lequel elle a reçu le Prix international de littérature en 1964.
Cette œuvre s'inscrit dans ce qu'on nomme le nouveau roman. Elle ne comporte ni héros ni péripéties.
Les Fruits d’or est avant tout une satire de la réception littéraire, et il s’intéresse à la manière dont une œuvre, indépendamment de sa qualité intrinsèque, peut être perçue, encensée ou rejetée par la société. En mettant en scène des personnages anonymes (représentés seulement par leurs voix et leurs réactions), Sarraute cherche à dépeindre les dynamiques sociales et les mécanismes de la communication autour d’un roman imaginaire, Les Fruits d’or. Le titre du livre qu’elle écrit devient ainsi le titre du roman dont les personnages parlent tout au long de l’œuvre.
La quatrième de couverture de l'édition originale indique : « Cette œuvre de Nathalie Sarraute ne comporte ni personnage ni intrigue. Son héros est un roman, Les Fruits d'Or, et elle a pour sujet les réactions que ce roman, et l'accueil qu'il reçoit, provoquent chez ceux qui l'aiment ou le rejettent. Il ne s'agit pas de peindre la réalité visible et connue. Les péripéties balzaciennes qui entourent le lancement d'un livre ne sont pas le domaine de Nathalie Sarraute. Il n'est ici question ni d'éditeurs, ni de publicité, ni des jeux des prix littéraires. L'auteur des Fruits d'Or est également absent. Seules sont montrées ces actions dramatiques invisibles et cependant très précises, qui constituent cette substance romanesque dont, depuis ses Tropismes parus en 1939, Nathalie Sarraute n'a jamais cessé d'étendre le champ et qui a déterminé toutes ses recherches techniques. En recréant ces mouvements dans le domaine du contact direct ou indirect avec l'œuvre d'art, en les amplifiant parfois jusqu'à la satire, c'est à certains aspects essentiels du phénomène esthétique que touche ce roman. Ne faut-il pas dire aussi ce poème, tant dans cette forme romanesque nouvelle se confondent les limites qui séparent traditionnellement la poésie du roman. »

## Publication
Le roman a été publié en 1963 par les Éditions Gallimard, une maison d'édition française. Il a été publié à Paris.

## Analyse
Le roman se compose de quatorze textes, qui, pour être indépendants, ont tous pour objet la critique plus ou moins directe d'une œuvre littéraire intitulée elle-même Les Fruits d'or. Cette œuvre, personnage principal, central du roman, est en quelque sorte le livre dans le livre, un exemple de mise en abyme.
Les Fruits d’or ne suit pas une narration traditionnelle ; Sarraute utilise une structure éclatée, sans personnages nommés ni intrigue linéaire. Le texte est constitué de voix anonymes et de fragments de dialogues. Cette structure polyphonique permet d’explorer des points de vue variés sur l’œuvre fictive et de montrer la diversité des réactions des personnages face à Les Fruits d’or.
Ce procédé de fragmentation est essentiel pour saisir le fonctionnement des sous-conversations, une notion clé dans l’œuvre de Sarraute. Les sous-conversations désignent les pensées, hésitations et émotions cachées des personnages, qui n’apparaissent pas directement dans leurs paroles. Sarraute utilise ces sous-conversations pour révéler les contradictions, les doutes et les conflits intérieurs qui se cachent derrière les discours apparents d’admiration pour Les Fruits d’or. Les personnages, bien qu’ils répètent des mots admiratifs, semblent parfois douter secrètement de la valeur de l’œuvre, montrant une tension entre leur discours public et leurs sentiments privés.